# Mititei, Bistrița-Năsăud
Mititei (în maghiară Mittye) este un sat în comuna Nimigea din județul Bistrița-Năsăud, Transilvania, România.

## Demografie
Componența etnică a satului Mititei
     Români (99,71%)
     Maghiari (0,28%)
- La recensământul din 1910 populația satului era de 720 de locuitori, dintre care 701 români, 11 germani, 7 maghiari. Din punct de vedere confesional 701 erau greco-catolici, 7 reformați și 11 mozaici.
- La recensământul din 2002 populația satului se ridica la 709 de locuitori, dintre care 707 români și 2 maghiari.

## Diverse
În satul Mititei se află o parte din descendenții familiei Joldea-familie de boieri și domnitori din Moldova, Șoldea și Șioldea.